# Tout est fini entre nous
Pour plus de détails, voir Fiche technique et Distribution.
Tout est fini entre nous (Tra noi due tutto è finito) est un film franco-italien réalisé par Furio Angiolella (de) et sorti en 1994.

## Synopsis
Un séducteur se retrouve démuni quand sa maitresse lui fait croire qu'elle a un amant. Il est totalement obnubilé par la recherche de ce rival.

## Fiche technique
- Titre italien : Tra noi due tutto è finito
- Réalisation : Furio Angiolella (de)
- Scénario : Gustavo Verde, Furio Angiolella
- Photographie : Massimo Lupi
- Musique : Angelo Talocci
- Montage : Gianfranco Amicucci
- Durée : 82 minutes
- Dates de sortie: 
  - Italie : 6 octobre 1994
  - France : 20 mars 1996

## Distribution
- Elena Sofia Ricci : Gabriella
- Richard Berry : Daniele Fornari
- Alessandra Casella : Stefania
- Lucio Allocca : Gustavo
- Riccardo Acerbi : Saverio Stoppani
- Jessica Forde : Paola